# فك بلعومي

فكي البلعوم لثعبان البحر

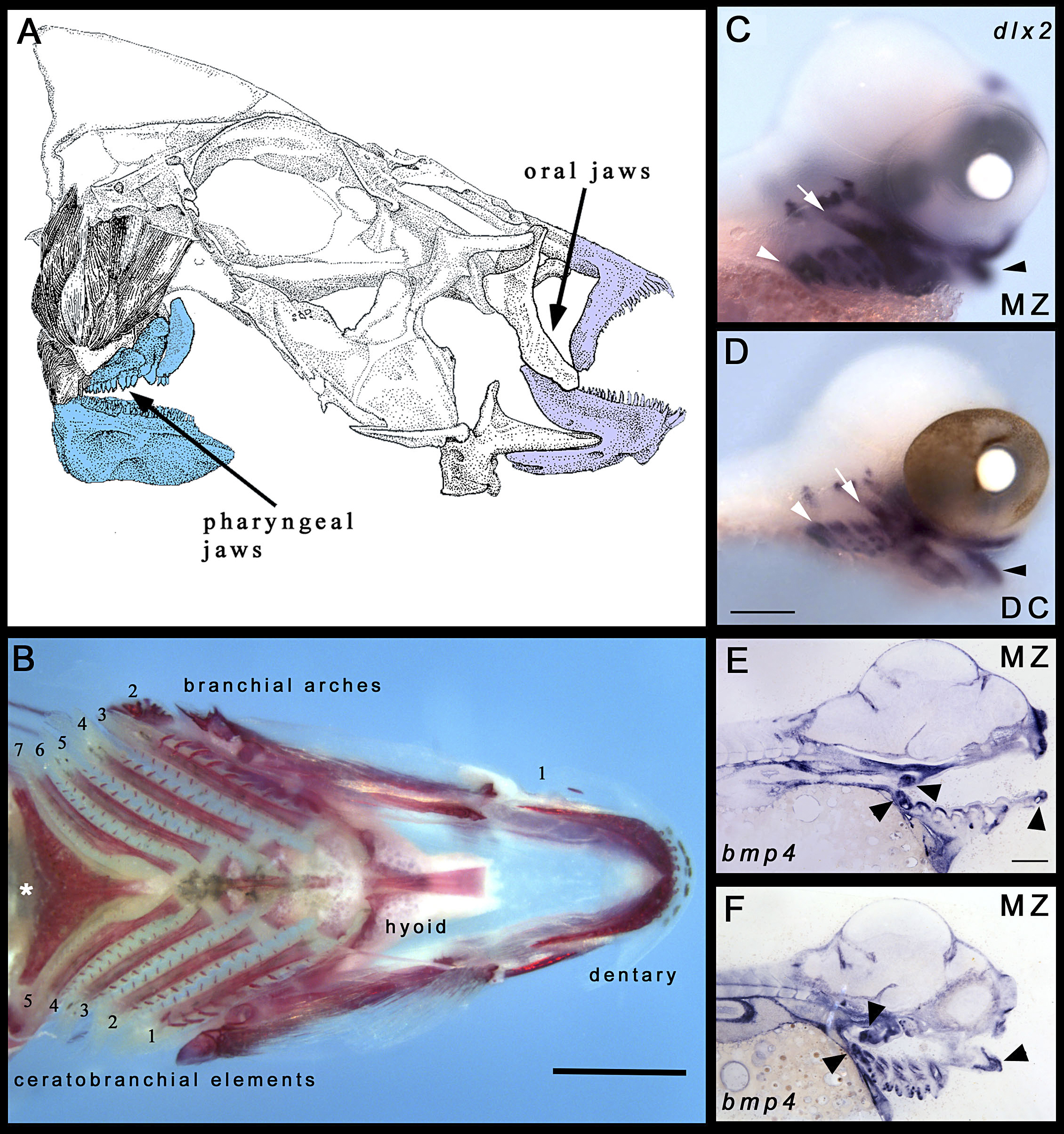
فكي الفم والبلعوم من البلطي. تُظهر الصور مقلّب ملاوي (Dimidiochromis compressiceps).

الفكوك البلعومية هي «مجموعة ثانية» من الفكين المتضمنة في حلق الحيوان، أو البلعوم، تختلف عن الفكين الأساسي أو الفموي. يُعتقد أنها نشأت كأقواس خيشومية معدلة، تمامًا مثل الفكين الفمويين. في البداية اِفترض أنها تطورت مرة واحدة فقط، ولكن تشير التحليلات المورفولوجية والجينية الحالية إلى نقطتين منفصلتين على الأقل من الأصل.

## روابط خارجية
- "'Alien' Jaws Help Moray Eels Feed". UC Davis. 5 سبتمبر 2007. مؤرشف من الأصل في 2021-06-20.
- "article explaining moray eel pharyngeal jaws". National Science Foundation. مؤرشف من الأصل في 2021-05-17.
- "Video of a moray eel eating".